# Trimma caudipunctatum
Trimma caudipunctatum är en fiskart som beskrevs av Suzuki och Hiroshi Senou 2009. Trimma caudipunctatum ingår i släktet Trimma och familjen smörbultsfiskar. Inga underarter finns listade i Catalogue of Life.